# Allen Francis Gardiner
Pour les articles homonymes, voir Gardiner.
Allen Francis Gardiner, né le 28 juin 1794 à Basildon (Berkshire) et mort le 6 septembre 1851 à Blomefield Harbour (Picton Island, Terre de Feu), est un officier de Marine, explorateur et missionnaire britannique.

## Biographie
Gardiner entre dans la Royal Navy en 1810 comme midshipman et devient lieutenant en 1814. En 1820, il fait campagne en Inde et arrive en Afrique en 1834. Il explore alors le pays des Zoulous et fonde sa première mission à Port-Natal (1834-1838).
De 1838 à 1839, il est missionnaire au Chili et sert de 1839 à 1840 dans l'océan Indien. Il gagne la Patagonie en 1842 et décide d'aller fonder une mission dans les îles Falkland.
Il vit en Bolivie de 1845 à 1847 et revient à son idée d'établir une mission aux îles Falkland qu'il rejoint en 1850. Mais, les ravitaillements n'arrivant jamais, il y meurt de faim avec tous ses compagnons.
Le 21 octobre 1851, le navire John Davison arrive enfin pour ravitailler le groupe et ne trouve que des cadavres. Le 6 janvier 1852, le HMS Dido visite les lieux, mais tout ce que les marins peuvent faire est d'enterrer les corps et d'emporter le journal de Gardiner. Deux ans plus tard, en 1854, une goélette de 88 tonnes nommée Allen Gardiner en son honneur, est envoyé en Patagonie en tant que navire missionnaire britannique. En 1856, Allen W. Gardiner, le fils unique du capitaine, se rend dans le pays comme missionnaire où il est rejoint par John Lawrence.

## Hommages

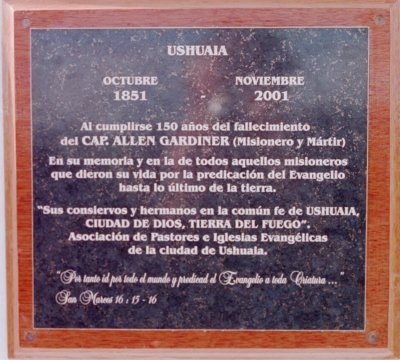
Plaque en hommage à Allen Gardiner à Ushuaia

Un îlot du groupe d'îles chiliennes qui comprend Picton Island porte le nom de Gardiner. Une rue de Durban est nommée en son honneur mais a ensuite été rebaptisée Dorothy Nyembe Street, en l'honneur d'une militante sud-africaine et dans le cadre du processus de changement de nom des rues de la ville.
Allen Gardiner est commémoré dans l'Église d'Angleterre le 6 septembre.
Jules Verne évoque sa fin tragique dans le chapitre XIV de son roman En Magellanie mais le nomme par erreur « Allen Gordon ».

## Publications
- Narrative of a journey to the Zoolu country, 1836
- Allen Francis Gardiner Papers, 1837